# Sabat Islambouli

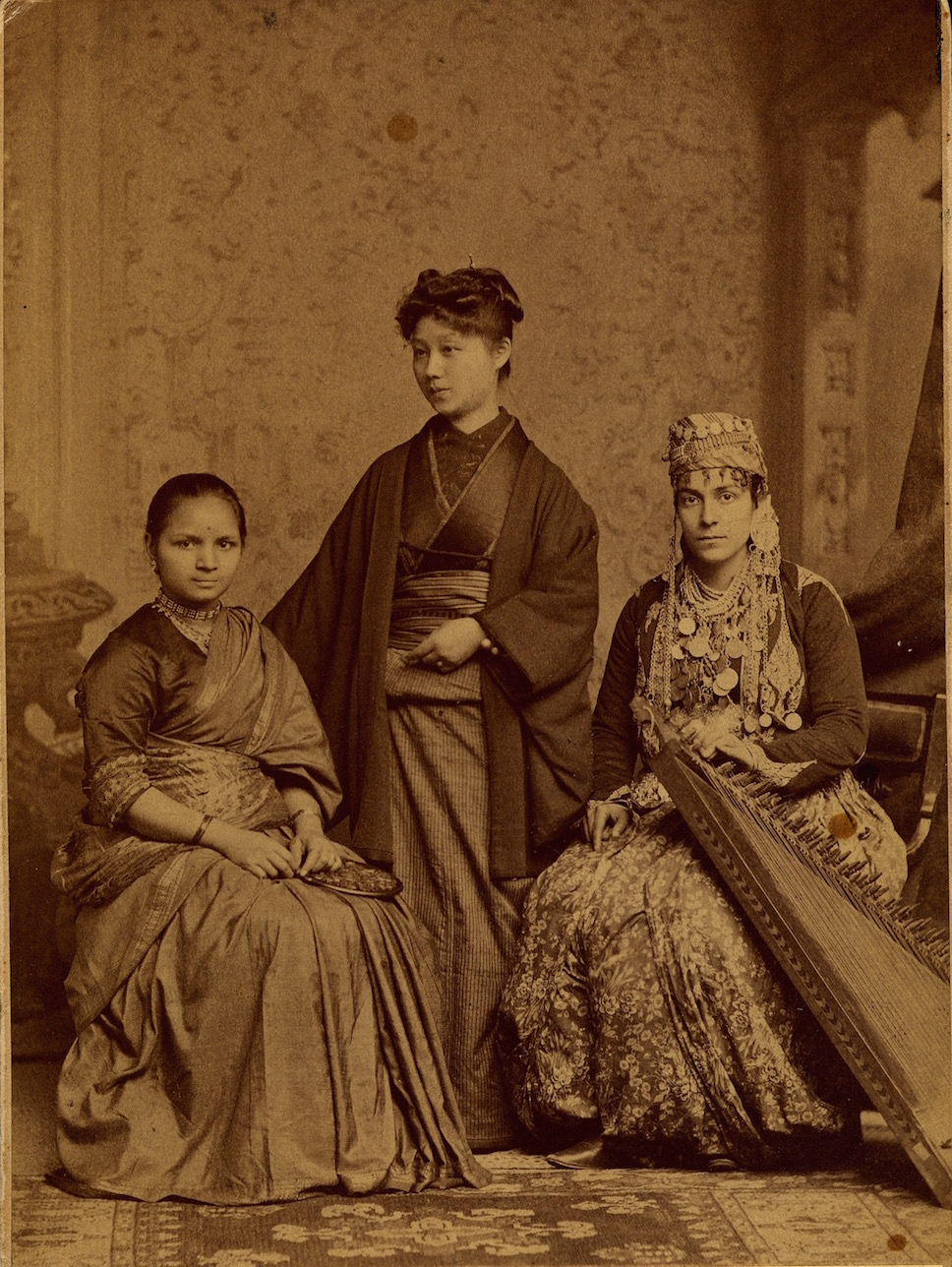
Anandibai Joshee, Kei Okami och Sabat Islambouli vid Woman's Medical College of Pennsylvania 10 oktober 1885. Alla tre blev den första kvinnan i deras respektive länder med en västerländsk läkarexamen.

Sabat Islambouli, född 1867 i Damaskus, Syrien, död 1941, var en kurdisk läkare. Hon avlade 1890 examen som läkare vid Woman's Medical College of Pennsylvania i Philadelphia i USA, och blev den första kvinnan med en västerländsk läkarexamen i sitt land.